# Shahar Biran
Shahar Biran (hebräisch שָׁחָר בִּירָן Schachar Bīran, in Sprachen ohne den Laut ch (IPA χ): auch Shahar; * 13. September 1998 in Hod haScharon) ist eine ehemalige israelische Tennisspielerin.

## Karriere
Biran spielte vor allem Turniere auf der ITF Women’s World Tennis Tour, wo sie aber keinen Titel gewann.
Ihr bislang einziges Match für die israelische Fed-Cup-Mannschaft bestritt sie 2019 gegen die Luxemburgische Fed-Cup-Mannschaft. Diese Begegnung verlor sie.